# Adi Said
Adi Said (* 15. Oktober 1990 in Rimba), mit vollständigen Namen Adi bin Haji Mohammad Said, ist ein bruneiischer Fußballspieler.
Adi Said ist der Bruder von Shah Razen Said, Amalul Said, Ahmad Hafiz Said, Abdul Azim, Amirul Sabqi, Amiruddin Nizam und Abdul Mateem.

## Karriere

### Verein
Adi Said stand von 2007 bis 2011 beim Majra FC im Sultanat Brunei unter Vertrag. 2012 wechselte er zu Brunei DPMM FC. DPMM ist ein Verein, der in der höchsten singapurischen Liga, der Singapore Premier League, spielt. 2015 feierte er mit DPMM die singapurische Fußballmeisterschaft. Vizemeister wurde er 2012 und 2014. Im Finale des Singapore Cup stand er 2018. Das Endspiel gegen Albirex Niigata (Singapur) verlor man mit 4:1. Als Sieger des Singapore League Cup ging er 2009, 2012 und 2014 vom Platz. Bis Ende 2018 absolvierte er für DPMM 108 Erstligaspiele. Anfang 2019 wechselte er nach Malaysia. Hier schloss er sich dem UiTM FC an. Der Verein aus Shah Alam spielte in der zweiten Liga, der Malaysia Premier League. Nach sechs Monaten kehrte er Mitte 2019 wieder zu DPMM zurück. 2019 wurde er mit DPMM wieder Meister. Anfang 2020 ging er wieder in seine Heimat. Hier nahm ihn der Erstligist Kota Ranger FC unter Vertrag. Mit dem Klub spielt er in der ersten Liga, der Brunei Super League.

### Nationalmannschaft
Adi Said spielte jeweils zehnmal für die U21- und U23-Nationalmannschaft. Seit 2012 spielt er für die bruneiische A-Nationalmannschaft.

## Erfolge
Brunei DPMM FC
- S. League / Singapore Premier League

Meister: 2015, 2019
Vizemeister: 2012, 2014
- Singapore Cup

Finalist: 2018
- Singapore League Cup

Sieger: 2009, 2012, 2014
Finalist: 2013, 2016